# 분무기

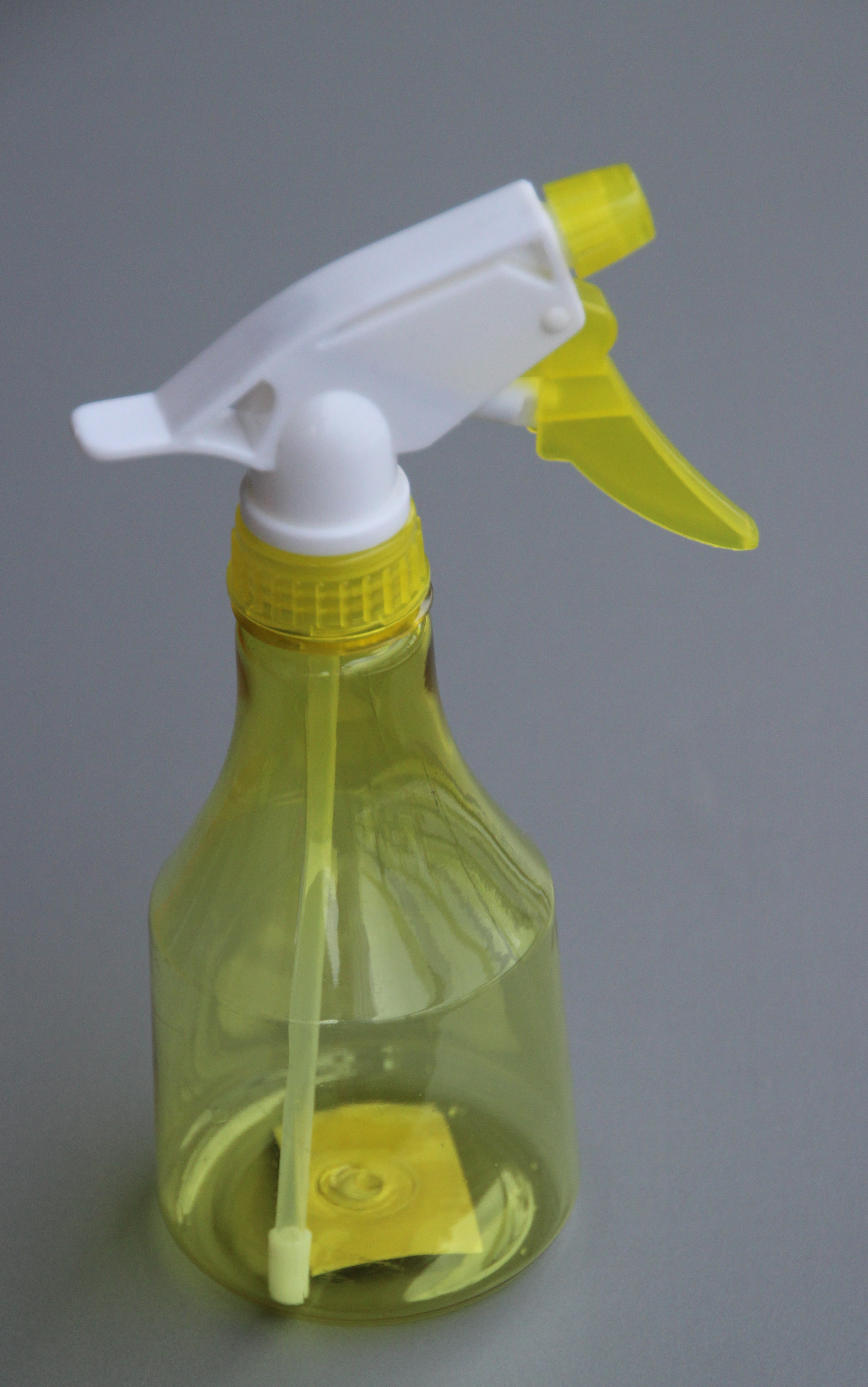
분무기

분무기(噴霧機)는 물과 같은 액체를 미세한 입자로 분사하기 위한 기구이다. 스프레이의 크기는 인간이 휴대할 수 있는 유닛부터 트랙터에 연결되는 견인 스프레이, 그리고 트랙터와 땅의 크기의 공학적 설계에 따라 붐 마운트의 길이가 4~30피트에서 최대 60~151피트에 이르는 트랙터와 비슷한 자체 추진 유닛에 이르기까지 다양하다.

## 같이 보기
- 스프레이